# Přemysl Orač
Přemysl Orač (češko  Přemysl Oráč) je bil legendarni (mitski) mož češke legendarne (mitske) kneginje Libuše in začetnik češke vladarske dinastije Přemyslidov.  Slednji so kot knezi/vojvode in kralji vladali v Deželah češke krone od leta 873 ali še prej do umora kralja Venčeslava III. leta 1306.

## Legenda
Po legendi je bil Přemysl svoboden  kmet iz vasi Stadice, ki je pritegnil pozornost Libuše, hčere Kroka, ki je vladal velikemu delu Češke. Libuše je nasledila svojega očeta in njeni svetniki so zahtevali, da se poroči. Ker Přemysl ni bil plemič, jim je Lubuše  razodela, da je imela videnje, in jim naročila:
Vaš bodoči knez orje z dvema voloma. Če vam je ljubo, vzemite konje, ogrinjalo in plašč in pojdite temu možu izročit moj ukaz in ukaz ljudstva, ter pripeljite sebi kneza, meni pa moža. Temu možu je ime Přemysl. Njegovo potomstvo bo tej deželi vladalo na vekov veke...
Izbira naj bi bila torej volja usode in ne njene želje. Obstajata dve različici legende. V prvi  naj bi našli moža, ki je oral njivo z zlomljenim sandalom, v drugi pa naj bi mož sedel v senci drevesa in jedel z železne mize (svojega pluga). Svetniki so storili, kot jim je bilo ukazano, in našli Přemysla natanko tako, kot je bilo napovedano.
Přemysl se je poročil z Libuše, po izročilu ustanoviteljico Prage, in postal knez Čehov. Ker so ga, po legendi, našli preden je končal z oranjem, so na zemlji pričakovali lakoto, do katere je tudi prišlo. Prav tako naj bi pred odhodom v zemljo zasadil leskovo palico, iz katere so pognali trije poganjki. Dva sta odmrla, tretji pa je rasel. To je bilo znamenje, da bosta njegova prva dva otroks z Libuše, Radobyl in Lidomira, umrla, njun tretji sin Nezamysl pa bo živel in nadaljeval dinastijo Přemyslidov. Legenda pravi, da je število družinskih članov naraščalo, prebivalci sosednjega mesta pa so prejeli privilegij, ki jih je oproščal plačevanja davkov, razen pol litra lešnikov vsako leto. Tradicija se je nadaljevala še v času Karla IV., cesarja Svetega rimskega cesarstva.
Ko so ga svetniki našli, je Přemysl sezul svoje kmečko obuvalo iz ličja, preden je oblekel kraljevsko opravo. Svetnikom je ukazal, naj čevlje odnesejo s seboj in jih hranijo kot opomin podložnikom, da se je kmet povzpel na najvišji položaj v državi, in njegovim naslednikom, naj bodo ponižni, pomnijo svoj izvor in branijo kmetstvo. Navada razstavljanja obuval iz ličja na kronanju čeških kraljev naj bi se nadaljevala v celotni dinastiji Přemyslidov.
Dinastija Přemyslidov je po moški liniji izumrla s smrtjo Venčeslava III. Po ženski liniji je naslov čeških kraljev prešel s Přemyslidov na Luksemburžane in pozneje na Jagelonce, Habsburžane in Habsburško-Lorensko hišo.

## Přemysl v srednjeveški književnosti
Najzgodnejše delo, ki omenja zgodbo o Přemyslu in Libuši, bi lahko bila tako imenovana Krščanska legenda z latinskim naslovom Vita et passio sancti Vencaslai et sanctae Ludmilae aviae eius (Življenje in trpljenje svetega Venčeslava in svete Ljudmile, njegove stara matere) s konca 10. stoletja. Nekateri zgodovinarji menijo, da je ta legenda ponaredek iz 12. ali 13. stoletja. Legendo podrobneje opisujejo Kozmova kronika (latinski naslov Chronica Boeomorum, slovensko Kronika Čehov), napisana med letoma 1119 in 1125, Kratek zapis o Cirilu in Metodu z latinskim naslovom Diffundente sole iz poznega 12. stoletja in Dalimilova kronika iz začetka 14. stoletja.
Legenda je bila večkrat zapisana v času vladavine kralja in cesarja Karla IV. v poznem 14. stoletju. Zapisana je na primer v tako imenovani Novi češki kroniki Přibíka Pulkave in v kroniki, ki jo je sestavil Giovanni de' Marignolli.

## V umetnosti
Přemysl se seveda pojavlja v vseh delih, povezanih z Libuše. Razen v njih se pojavlja v spisih Venčeslava Hajeka z Libočanov, baladi Johanna Gottfrieda Herderja iz leta 1779 in pravljicah Johanna Karla Augusta Musäusa in Clemensa Brentana iz leta 1815 Ustanovitev Prage.